# Hana Růžičková
Pour les articles homonymes, voir Růžičková.
Hana Růžičková, née le 18 février 1941 à Třebotov et morte le 29 mai 1981 à Prague, est une gymnaste artistique tchécoslovaque. 

## Palmarès

### Jeux olympiques
- Rome 1960
  -  médaille d'argent au concours par équipes
- Tokyo 1964
  -  médaille d'argent au concours par équipes

### Championnats du monde
- Prague 1962
  -  médaille d'argent au concours par équipes